# 孔慶東辱罵港人事件
孔慶東辱罵港人事件是指北京大學中文系教授孔慶東2012年1月在中國大陸《第一視頻》網絡電視台清談時評節目中评论大陆儿童在香港港鐵車廂內进食事件时發表「香港人很多是狗」的言論所引起的一场極度大型风波。

## 背景
孔慶東在中國大陸《第一視頻》網絡電視台上評論一段有關中國大陸兒童在香港港鐵東鐵綫車廂內進食零食麵而被幾位香港人訓斥違反港鐵附例，最終導致罵戰的視頻。孔慶東在視頻中指出，中國人有義務講普通話，當大家交流的方言不一樣時，雙方都需要講普通話，故意不講普通話的人是王八蛋，更指责「很多香港人不认为自己是中国人，总是开口就说我们香港啦，你们中国啦……这种人給人家英國殖民者當走狗當慣了，到現在都是狗，你們不是人。我知道香港人有很多是好人，但是有很多香港人至今還是狗」；同時認為片中幾位香港人態度欠佳，有自大的優越感，当别人知錯后，卻不依不饒的群攻，屬於“西仔心態”，应当礼貌性的指正，而不是几个人大声訓斥，赶人下车。孔慶東質疑香港人絕對不會如此對待外國人和本地人，而他們对待中國大陸人就像是狼。他還认为香港是中国各地里面素质比较差的地方之一，以自己去香港感受認為香港導遊、售貨員，坑蒙拐騙，無所不用其極，很多香港人没有“人味”，并且再次骂道“香港人很多是狗”。有關言論在2012年1月21日被多家傳媒以“孔子後人骂港人是狗”为标题報道後，引起香港各界強烈不满。

## 香港各界反應
- 全國政協委員劉夢熊在出席梁振英競選活動時，狠批孔慶東的言論是撕裂民族，歧視港人。他強烈要求孔慶東向港人謝罪，並建議北大開除孔慶東教職。他認為港人應集體控告孔慶東誹謗。[2]
- 香港廠商聯合會會長兼北京市政協常委施榮懷說：「香港本身就是品牌、信心和質量保證。」他又說：「如果孔子後人說出那些話，真的好丟臉。」[3]
- 中國著名藝術家、異議人士艾未未於Twitter說，「他是北大叫兽，北大是王八窝啊。」[4]
- 香港粵劇名人謝雪心亦是孔子後人，表示聽到此事亦難免面露失落之色，她稱畢竟二人同一條根血濃於水。希望對方學識包容及尊重別人，亦相信就算一個普通老師也不會容許學生侮辱別人。[5]
- 香港理工大學應用社會科學系副教授何國良反駁孔慶東遵守法律就是有奴性，不受管制便反映素質高的言論，存在邏輯謬誤。[6]
- 香港《開放雜誌》執行編輯蔡詠梅斥責孔才是中共的狗，她指出，「孔慶東絕不是個人行為，背後肯定是中共官方在支持，中共官方的意識形態，他們看到的不是一個孔慶東，而是一個政權在打壓」。[7]
- 約150人響應網民在社交網站發起「圍堵中聯辦的行動」，示威者在1月22日在中聯辦門前示威抗議，不滿北京大學教授孔慶東的言論，要求對方道歉。[7]
- 香港演员黃秋生骂孔慶東人格破產是「孔白癡」，質問孔不會講普通話的人是王八蛋，那麼若然孔子也不是講普通話的人，則孔子也成為王八蛋。[8]
- 有香港網民改編流行歌曲，反諷大陸旅客來港「根本是「蝗蟲」」。[9]
- 香港《商業電台》節目光明頂事後多日評論，主持陶傑指孔的言論全無邏輯，反問毛澤東和鄧小平也講方言而不講普通話，是否也是王八蛋，又質疑孔的言論能在中國大陸廣為散播，暗示北京政府對事件的立場。[10]

### 行政長官參選人

#### 唐英年
唐英年對於孔慶東的言論，指香港人不是狗，並回應「法治是港人的核心價值，絕大多數港人自覺地守法，表達了港人質素，自己絕不會用這種言論描繪任何人。」他又認為孔慶東身為大學教授，應有一個教授的品格，“每一個人都要為他自己的說話負責，所以他認為孔慶東跟其他人一樣，要為自己的說話負責。」

#### 梁振英
梁振英說「孔慶東的言論不代表大陸人對香港社會普遍的看法，他認為香港應多些向內地人宣傳香港的規矩，認為港人毋須過分解讀個別人士的說話。」

### 政黨、議員
- 自由黨主席及香港立法會議員劉健儀就孔慶東事件去信北大校長周其鳳，指孔慶東言論傷透了港人的心。[12]
- 新民黨副主席及港區全國人大代表田北辰亦就孔慶東事件以「香港市民田北辰」署名發表致陆港同胞信，指出若煽動族群對立的謾罵言論出自尋常百姓倒也罷了，但孔慶東身為全國最高學府教授兼孔子後人，影響力不容小覷，孔不公開道歉實難以撫平港人創傷。[12]

## 中國内地各界反應
孔庆东的言论在中国内地引发两极反应。支持其言论者认为孔庆东“话糙理不糙”，而反对者则认为孔庆东言论出格，动用语言暴力乃至认为其“疯狂”。部分反对者的理据建立在“香港人是狗”之上，认为孔庆东应当道歉，或要求北京大学开除孔庆东。亦有反对者认为孔庆东的言论只会深化两地间矛盾，伤害公共道德，造成族群撕裂。
- 厦门大学教授易中天在博客中对孔庆东言论中“不说普通话都是王八蛋”做出批评，认为其侮辱了几亿不说普通话的中国人，声称“宁做王八蛋不与之为伍。”[13]
- 有網民日前聲稱透過中國各大討論區和微博號召於2012年1月27日在香港東鐵綫車廂集體進食，指已有六萬人參加，[14]以抗議香港人最近在鐵路車廂上當面斥責陸客小孩吃小吃。[15]網民發起的行動當天未見付諸實行，只有零星進食個案。港鐵公司透露當天有加強車廂巡邏。[16]

## 孔庆东回应
2012年1月21日，香港《明报》登载记者对孔庆东的专访，请他解释“港人是狗”言论。孔庆东称他并未说过“香港人是狗”，而是说“香港有一部分人是狗”，相信「正常人、受過教育的人、自稱是人的人」都會清楚其言論的真正意思。 他又反问：他说过不少地方的人有一部分是狗，都没事，为何香港老虎屁股摸不得？之后他又指责“部分香港人擁有殖民地優越感心態”，缺乏国家意识。他称：“作為內地人，我們覺得沒必要管香港的事情，但你不能反過來給內地人上課。”
同日，孔庆东在接受第一视频新闻电话连线采访时澄清并未说过“香港人是狗”和“不说普通话的人是王八蛋”，他说的狗是指借自鲁迅言论中的“帝国主义走狗”，而非实际动物。他认为“南方报系和香港的某些八卦媒体”“不遵守職業倫理道德，完全喪失了新聞媒體所該有的價值和客觀立場”，对其言论进行了断章取义，歪曲他的言论，意图制造两地对立。他又再次发表对地铁进食事件的看法，认为重点在大城市人的道德优越感与如何对待外地游客的行为。
孔庆东在1月24日撰写博文回应各界对其言论的反应。他再次澄清并未说过“香港人是狗”和“不说普通话的人是王八蛋”，解释其所针对的“王八蛋”是指“故意不说普通话，用对方不懂的话去侮辱对方”的人，重点在“侮辱”二字，与具体语言种类无关。他又认为香港及大陆部分媒体断章取义，故意扭曲其言论，认为这些媒体在煽动两地间的仇恨。

## 示威
2012年1月21日，香港超過150人響應網民在社交網站上的號召，大叫“支那人”，並到中聯辦示威，抗議北大教授孔慶東指香港人是狗的言論，指其引起港人強烈憤慨。他們要求孔慶東道歉，又斥責中共默許孔慶東侮辱港人。孔慶東則指示威行為荒唐，並拒絕道歉。

## 后续
2012年2月20日，媒体报道北京大学在会议中要求全體师生“不说不利于两地合作、和谐与友谊的话，不做不利于两地合作、和谐与友谊的事”，又說應該“自觉维护内地人民与香港同胞的血肉情感，与香港同胞一道为实现中华民族的伟大复兴共同奋斗”，並且“以理性、平和、文明的方式，看待香港與內地的社會文化差異”。這是北京大學校方首次對本事件作出回應。